# Heartbreak Hotel (låt av Yohio)
Heartbreak Hotel är en låt framförd av Yohio som han tävlade med i Melodifestivalen 2013. Låten är skriven av Johan Fransson, Tobias Lundgren, Tim Larsson, Henrik Göranson och Yohio.
Låten tävlade i den första deltävlingen av Melodifestivalen 2013 i Karlskrona 2 februari 2013. Där kvalificerades den vidare till finalen i Friends Arena i Solna som sändes 9 mars 2013. I finalen slutade låten på en andra plats med 133 poäng. Ett par månader senare, 5 maj, kom den in på Svensktoppen.

## Låtlista
Heartbreak Hotel (CD Maxi, Digital nerladdning)
1. "Heartbreak Hotel" – 3:04
2. "Heartbreak Hotel" (Axento Remix) – 3:18
3. "Heartbreak Hotel" (Axento Extended Remix) – 5:03
4. "Heartbreak Hotel" (Axento Late Night Remix) – 3:09
5. "Heartbreak Hotel" (Axento Late Night Extended Remix) – 4:52

## Listplaceringar
| Lista (2013) | Topplacering |
| ------------ | ------------ |
| Sverige      | 8            |